# Juventude Vareira
O Grupo Recreativo Escola de Samba Juventude Vareira é uma escola de samba da cidade de Ovar, fundada em 11 de Novembro de 1985.

## História
O Grupo Recreativo Escola de Samba Juventude Vareira começou como um grupo de amigos do género masculino que se juntaram e tocavam instrumentos de percussão já com alguma influência e gosto natural pelos ritmos do samba brasileiro, tornando-se um grupo de apoio ao carnaval vareiro, ensaiando na casa dos fundadores, no “Lugar de Palhas”, próximo da BP da Avenida Sá Carneiro, em Ovar. Mais tarde, juntaram-se os elementos do sexo feminino, formando a estrutura atual da escola de samba. A sede desta Escola de Samba passou ainda pelo lugar da Ribeira, Ovar. 

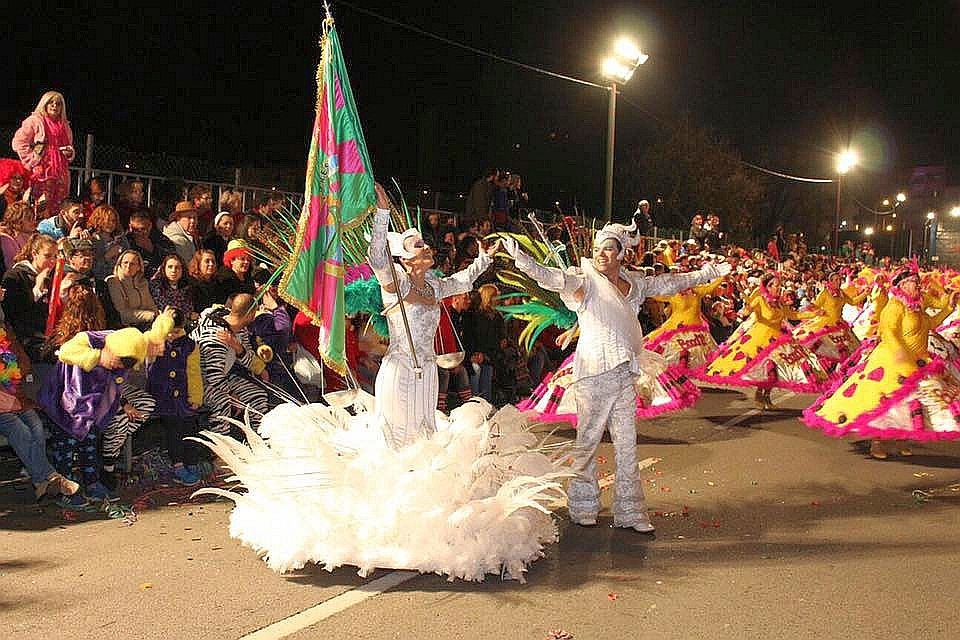
Desfile no Carnaval de 2017.

Atualmente está sediada juntamente com os restantes grupos na Aldeia do Carnaval, na zona industrial de Ovar. 
Tem um passado riquíssimo de tradição, cultura e saber no samba e no Carnaval, com vários “períodos de ouro”, surgindo e ousando com diversas inovações que se revelaram um enorme sucesso.
Foi a primeira escola do Carnaval de Ovar a adoptar um enredo completamente original, recorrendo por vezes a palavras e expressões tradicionais, portuguesas ou brasileiras, para dar ênfase às suas letras. Foi também a primeira escola de Ovar a desfilar com uma Porta-Bandeira Mirim e a usar o instrumento “Tamborica” (usualmente chamado de “Pereketê”). 
Em 2011 foi a Campeã do Carnaval de Ovar, o que lhe garantiu a participação no “4º Troféu Nacional de Samba” em Estarreja, de onde saiu com o 5º lugar.

## Segmentos
Presidentes
| Nome          | Mandato           |
| ------------- | ----------------- |
| José Paiva    | 2016 - 2024       |
| Darlene Costa | 2024 - Atualidade |

Mestres de Bateria
| Ano  | Mestre de bateria |
| ---- | ----------------- |
| 2010 | Paulo Lerogaio    |
| 2011 | Daniel Oliveira   |
| 2012 | Daniel Oliveira   |
| 2013 | Daniel Oliveira   |
| 2014 | Daniel Oliveira   |
| 2015 | Daniel Oliveira   |
| 2016 | Daniel Oliveira   |
| 2017 | Daniel Oliveira   |
| 2018 | Bruno Pedrosa     |
| 2019 | Bruno Pedrosa     |
| 2020 | Bruno Pedrosa     |
| 2023 | Bruno Pedrosa     |
| 2024 | Bruno Pedrosa     |
| 2025 | Bruno Pedrosa     |

Coreógrafo
| Ano  | Nome                                             |
| ---- | ------------------------------------------------ |
| 2017 | Alex Accácio Machado                             |
| 2018 | Sandra Caravela, Joana Antunes e Cátia Ferreira  |
| 2019 | Sandra Caravela e Joana Antunes                  |
| 2020 | Sandra Caravela e Joana Antunes                  |
| 2023 | Sandra Caravela, Joana Antunes e Cátia Rodrigues |
| 2024 | Cátia Rodrigues, Joana Antunes e Bruna Veiros    |
| 2025 | Diana Brás, Mariana Almeida e Raúl Coelho        |

Casal de Mestre-sala e Porta-bandeira
| Ano  | Nome                            |
| ---- | ------------------------------- |
| 2008 | José Carlos e Júlia Borges      |
| 2009 | José Carlos e Júlia Borges      |
| 2010 | José Carlos e Júlia Borges      |
| 2011 | José Carlos e Júlia Borges      |
| 2012 | José Carlos e Júlia Borges      |
| 2013 | José Carlos e Júlia Borges      |
| 2014 | José Carlos e Júlia Borges      |
| 2015 | José Carlos e Júlia Borges      |
| 2016 | José Carlos e Júlia Borges      |
| 2017 | José Carlos e Júlia Borges      |
| 2018 | José Carlos e Júlia Borges      |
| 2019 | José Carlos e Júlia Borges      |
| 2020 | José Carlos e Júlia Borges      |
| 2023 | Ricardo Pinho e Cátia Rodrigues |
| 2024 | Ricardo Pinho e Cátia Rodrigues |
| 2025 | Ricardo Pinho e Cátia Rodrigues |

Rainhas de Bateria
| Período | Rainha            |
| ------- | ----------------- |
| 2008    | Carla Santos      |
| 2009    | Carla Santos      |
| 2010    | Carla Santos      |
| 2011    | Carla Santos      |
| 2012    | Bruna Pereira     |
| 2013    | Bruna Pereira     |
| 2014    | Bruna Pereira     |
| 2015    | Catarina Tavares  |
| 2016    | Catarina Tavares  |
| 2017    | Cátia Ferreira    |
| 2018    | Liliana Rodrigues |
| 2019    | Liliana Rodrigues |
| 2020    | Beatriz Silva     |
| 2023    | Liliana Rodrigues |
| 2024    | Liliana Rodrigues |
| 2025    | Diana Brás        |

## Carnavais
| Ano  | Classificação | Enredo                                                   | Carnavalesco                                                   | Maquetista                                                     | Compositor                            | Intérpretes                                                          |
| ---- | ------------- | -------------------------------------------------------- | -------------------------------------------------------------- | -------------------------------------------------------------- | ------------------------------------- | -------------------------------------------------------------------- |
| 1986 | sem class.    | sem tema                                                 |                                                                |                                                                |                                       |                                                                      |
| 1987 | sem class.    | sem tema                                                 |                                                                |                                                                |                                       |                                                                      |
| 1988 | 3° lugar      | sem tema                                                 |                                                                |                                                                |                                       |                                                                      |
| 1989 | 3° lugar      | sem tema                                                 |                                                                |                                                                |                                       |                                                                      |
| 1990 | 3° lugar      | José Santa                                               |                                                                |                                                                |                                       |                                                                      |
| 1991 | 3° lugar      | O Carnaval de Ovar                                       |                                                                |                                                                |                                       |                                                                      |
| 1992 | 3° lugar      | Justiça                                                  |                                                                |                                                                |                                       |                                                                      |
| 1993 | 3° lugar      | Espectáculo e Magia                                      |                                                                |                                                                |                                       |                                                                      |
| 1994 | 1° lugar      | Sonho de Criança                                         |                                                                |                                                                |                                       |                                                                      |
| 1995 | 3° lugar      | Samba, Suor e Lágrimas                                   |                                                                |                                                                |                                       |                                                                      |
| 1996 | 3° lugar      | 10 Anos                                                  |                                                                |                                                                | Ricardo Mira                          | Gilberto Maia                                                        |
| 1997 | 3° lugar      | Branca de Neve e os 7 Anões                              |                                                                |                                                                | Ricardo Mira                          |                                                                      |
| 1998 | 3° lugar      | Mares Mitos e Samba                                      |                                                                |                                                                | Ricardo Mira                          |                                                                      |
| 1999 | 3° lugar      | Um Por Todos, Todos Por Um                               |                                                                |                                                                | Ricardo Mira                          |                                                                      |
| 2000 | 3° lugar      | A Primeira Mocada do Milénio                             |                                                                |                                                                |                                       |                                                                      |
| 2001 | 1° lugar      | Brasil - 500 Anos de Beleza e Encanto                    |                                                                |                                                                |                                       |                                                                      |
| 2002 | 3° lugar      | As Festas do Ano                                         |                                                                |                                                                |                                       |                                                                      |
| 2003 | 3° lugar      | Carnaval é para todos                                    |                                                                |                                                                |                                       |                                                                      |
| 2004 | 2° lugar      | Fascínio dos Deuses                                      |                                                                |                                                                |                                       |                                                                      |
| 2005 | 2° lugar      | Olé                                                      |                                                                |                                                                |                                       |                                                                      |
| 2006 | 4° lugar      | 20 Anos no Reino da Verde e Rosa                         |                                                                |                                                                |                                       |                                                                      |
| 2007 | 4° lugar      | Sonho o futuro                                           |                                                                |                                                                |                                       |                                                                      |
| 2008 | 2° lugar      | E quando a Noite chega… Outra Vida começa                |                                                                |                                                                |                                       | Roseídson                                                            |
| 2009 | 2° lugar      | Piratas das Caraíbas                                     | Rui Vitorino                                                   | Rui Vitorino                                                   |                                       | Roseídson                                                            |
| 2010 | 3° lugar      | Kizomba                                                  | Rui Vitorino                                                   | Rui Vitorino                                                   |                                       | Roseídson                                                            |
| 2011 | 1º lugar      | É uma Festa Portuguesa, com Certeza!                     | Rui Vitorino                                                   | Rui Vitorino                                                   |                                       | Roseídson                                                            |
| 2012 | 3° lugar      | E o Óscar Vai Para…!                                     | Rui Vitorino                                                   | Rui Vitorino                                                   |                                       | Roseídson                                                            |
| 2013 | 3° lugar      | Mamma Mia…!                                              | Rui Vitorino                                                   | Rui Vitorino                                                   |                                       | Roseídson                                                            |
| 2014 | 2° lugar      | 40 Anos de Liberdade                                     | Emanuel Gaspar                                                 | Emanuel Gaspar                                                 | Roseídson                             | Roseídson                                                            |
| 2015 | 3° lugar      | Bang Bang!                                               | Emanuel Gaspar                                                 | Emanuel Gaspar                                                 |                                       | Roseídson                                                            |
| 2016 | 3° lugar      | A Chama Que Arde No Peito, É Amor, É Emoção... É Fogo!   | Emanuel Gaspar                                                 | Emanuel Gaspar                                                 |                                       | Roseídson                                                            |
| 2017 | 4º lugar      | Armar um 31!                                             | Emanuel Gaspar                                                 | Emanuel Gaspar                                                 | Diogo Martins                         | Luís Ferraz, Sérgio Marques, Luciano Oliveira, Bruno Pedrosa.        |
| 2018 | 3º lugar      | O Encantador Mundo dos Sonhos                            | Emanuel Gaspar                                                 | Cíntia Marques                                                 | Pedro Pinho e Hugo Machado            | Luís Ferraz, Sérgio Marques, Cátia Gonçalves                         |
| 2019 | 3º lugar      | Filhos da Devoção!                                       | Cíntia Marques e Ricardo Pinho                                 | Cíntia Marques e Ricardo Pinho                                 | Francisco Fião                        | Luís Ferraz, Cátia Gonçalves, Hugo Alho, João Ribeiro, Rodrigo Kross |
| 2020 | 3º lugar      | Sob um céu de lona, um chão repleto de estrelas          | Emanuel Gaspar e Ricardo Pinho                                 | Emanuel Gaspar                                                 | Daniel Oliveira                       | Luís Ferraz, Cátia Gonçalves, Rodrigo Kross                          |
| 2023 | 1º lugar      | A Impactante Ação da Humanidade                          | Cíntia Marques e Ricardo Pinho                                 | Cristiano Godinho, Cintia Marques e Ricardo Pinho              | Bruno Pedrosa e Daniel Oliveira       | Luís Ferraz, Rui Barbas e João Ribeiro                               |
| 2024 | 3º lugar      | Por Mares Nunca D'antes Navegados                        | Cíntia Marques e Ricardo Pinho                                 | Cíntia Marques e Ricardo Pinho                                 | Bruno Pedrosa e Daniel Oliveira       | Luís Ferraz, Rui Barbas e Valdir Souza                               |
| 2025 | 3º lugar      | Ontem, Hoje e Amanhã: memórias bordadas em Verde e Rosa. | Cíntia Marques, Ricardo Pinho, Cátia Rodrigues e João Caravela | Cíntia Marques, Ricardo Pinho, Cátia Rodrigues e João Caravela | Afonso Dinis, Dinis Pinto e Mário Rui | Luís Ferraz e Rui Barbas                                             |

## Prémios
Carnaval Ovar
- 3 títulos de Campeã*
- 5 vezes Vice-Campeã
- 22 vezes 3º Lugar